# Complot de novembre de 1936
El Complot de Novembre de 1936, també conegut com a Complot d'Estat Català contra Companys o Complot Revertés, fou una fosca i poc aclarida trama a l'inici de la Guerra Civil espanyola que suposadament volia apartar el president de la Generalitat Lluís Companys del seu càrrec, per a recuperar el control de l'ordre públic en un moment en què l'hegemonia de la CNT-FAI sobre el país era absoluta i es vivia una situació caòtica en la qual els assassinats d'eclesiàstics, propietaris i gent de dretes eren continus. La consigna era catalanitzar la revolució (miting del Price).
Segons els rumors que corregueren, l'operació es congrià en les files d'Estat Català, i els seus inspiradors, entre d'altres, foren Joan Casanovas i Maristany, Josep Maria Xammar i Sala i el secretari general d'Estat Català, Joan Torres Picart. Aquests comptarien amb la complicitat del Comissari General d'Ordre Públic, Andreu Revertés (ERC) i de les forces a les seves ordres. L'objectiu seria detenir els caps més significatius de la CNT-FAI, executar vint dirigents del Comité de Milícies Antifeixistes, detenir i enviar a l'exili el President Companys i situar en el seu lloc el president del Parlament català, Joan Casanovas. Això seria el pas previ per a proclamar la República Catalana, amb el vistiplau del govern francès, amb qui Joan Casanovas podria haver establert alguns contactes. Estat Català hauria tingut uns dos-cents militants armats per a dur a terme l'operació.
El 24 de novembre el complot fou descobert, sembla que arran d'una informació d'un treballador de Revertés (en diversos documents citat com Rebertés) anomenat Duran (infiltrat de la FAI) al Cap de Serveis de la Comissaria general d'Ordre Públic i dirigent anarquista Dionís Eroles i Batlló. El mateix dia 24 de novembre fou detingut Andreu Revertés, el qual fou substituït per Martí Rouret i Callol com a Comissari General d'Ordre Públic. Es va fer córrer també la història d'una ordre criminal donada per Revertés amb relació a un tèrbol afer personal (assassinat de la seva madrastra) que l'hauria beneficiat econòmicament i que feu que aquest fos detingut i condemnat a mort.
Les pistes del complot més sòlides, però, es van produir quan el novembre del 1936 Revertés intentà apoderar-se d'una part dels lingots d'or del tresor que havien sortit de Madrid per ser traslladats en un lloc segur davant la imminent caiguda de la capital davant les tropes colpistes. Revertés hauria detingut uns policies que protegien la tan preuada mercaderia i a canvi hauria demanat un rescat; llavors el Director General de Seguretat Manuel Muñoz denuncià els fets als superiors del comisari. En l'interrogatori va explicar el complot, sembla que amb la intenció de salvar la vida.
Davant el greu perill que corrien llurs vides, Joan Torres Picart fou suspès i expulsat del càrrec de secretari general d'Estat Català i s'exilià, així com Joan Casanovas.
Revertés, peça cabdal del complot, fou tret de la presó pels membres d'Esquerra Republicana Josep Grau i Jassans, Solé Arumí i l'esmentat Duran, per a ser traslladat a Andorra, però fou assassinat a la carretera de Calaf, prop de Manresa, el dia 30 de novembre. Altres diuen que fou executat a la muntanya de Montjuïc i que el van enterrar al cementiri nou de Barcelona.
Després del fracassat complot cau el govern de Tarradellas, Estat Català és el més perjudicat, perd influència i el 1939 pràcticament havia desaparegut. Joan Casanovas, president del Parlament, i Joan Torres Picart, secretari General del partit, foren implicats en l'afer però amb un protagonisme gens clar, es van exiliar. La CNT-FAI començà a cedir poder en favor dels comunistes del PSUC. El complot ha arribat a ser considerat per alguns com un assaig del Fets de maig de 1937, però aquest cop no es dirigiria també contra els comunistes com a la tardor de 1936.